# Megan Follows
Megan Elizabeth Laura Diana Follows (Toronto, 14 maart 1968) is een in Canada geboren genaturaliseerde Amerikaanse actrice.

## Biografie
Follows werd geboren in Toronto, als jongste van vier kinderen. 
Follows begon op negenjarige leeftijd met haar acteercarrière in een tv-commercial. In 1978 begon zij als actrice in de televisieserie A Gift to Last. Hierna heeft zij nog meer dan 90 rollen gespeeld in televisieseries en films.
Follows was van 1991 tot en met 1996 getrouwd en heeft uit dit huwelijk twee kinderen.

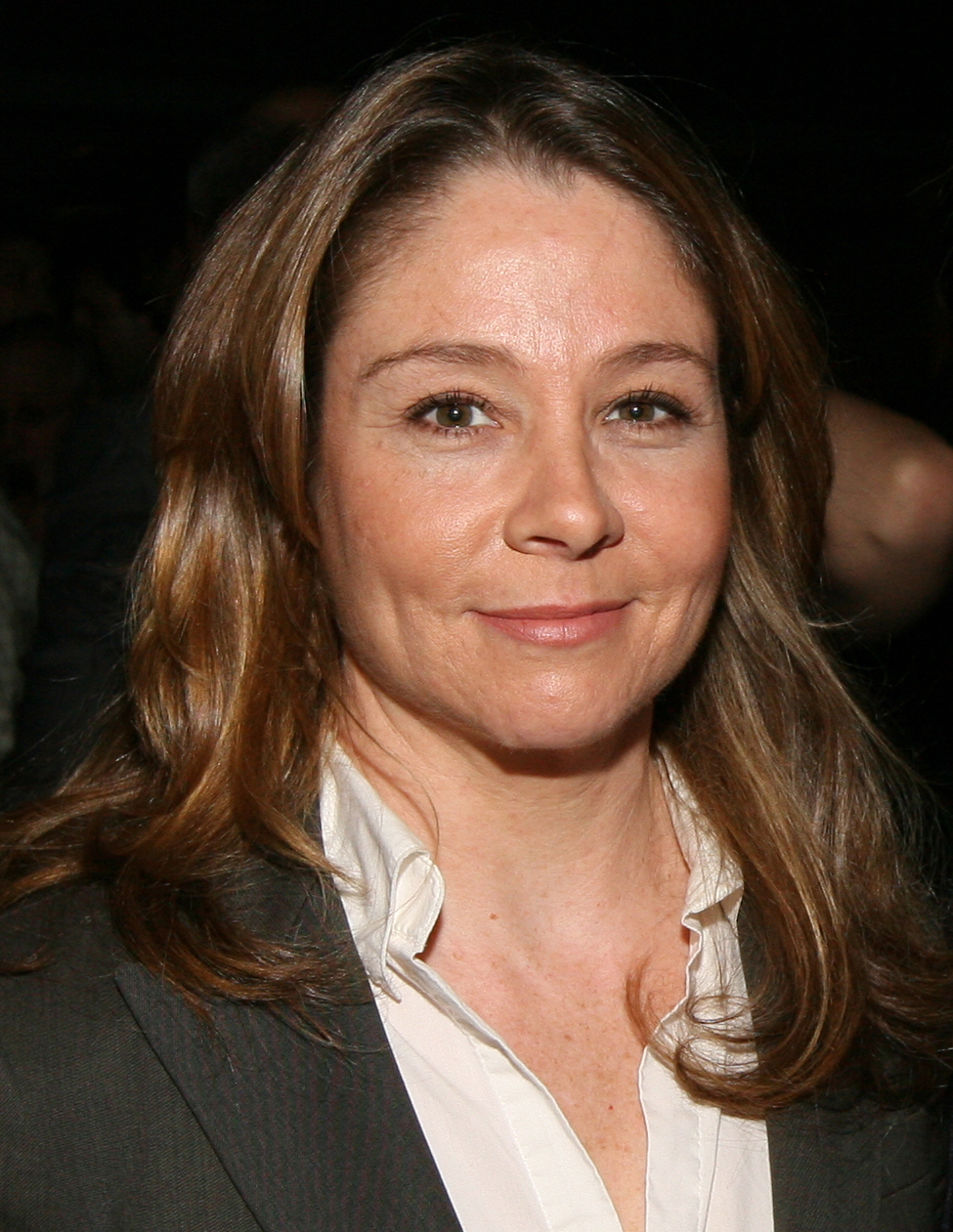
Megan Follows (2012)

## Filmografie

### Films
Selectie:
- 2011 I Am Number Four – als caissière
- 1985 Silver Bullet – als Jane Coslaw
- 1980 The Mating Season – als Laura McLain

### Televisieseries
Uitgezonderd eenmalige gastrollen.
- 2021 The Republic of Sarah - als Ellen Cooper - 7 afl.
- 2009-2021 Heartland – als Lily Borden – 9 afl.
- 2020 October Faction - als Edith Mooreland - 8 afl.
- 2018 Wynonna Earp - als Michelle Gibson - 6 afl.
- 2013-2017 Reign – als Queen Catherine – 78 afl.
- 2012 World Without End – als Maud – 3 afl.
- 2012 Hollywood Heights – als Beth – 2 afl.
- 2005 Robson Arms – als Janice Keneally – 4 afl.
- 2002 Strong Medicine – als dokter van Dana – 3 afl.
- 1993-1994 Second Chances – als Kate Benedict – 10 afl.
- 1987 Anne of Green Gables: The Sequel - als Anne Shirley - 4 afl.
- 1985 Anne of Green Gables - als Anne Shirley - 2 afl.
- 1984 Domestic Life – als Didi Crane - 10 afl.
- 1982 The Littlest Hobo – als Marti Kendall – 4 afl.
- 1982 Hangin' In - als Cassie - 2 afl.
- 1979-1980 Matt and Jenny – als Jenny Tanner – 26 afl.

## Prijzen

### CableACE Awards
- 1988 in de categorie Actrice in een Film met de film Anne of Green Gables: The Sequel - genomineerd.

### Gemini Awards
- 2008 in de categorie Beste Optreden door een Actrice in een Hoofdrol in een Film met de film Booky & the Secret Santa - genomineerd.
- 2007 in de categorie Beste Optreden door een Actrice in een Hoofdrol in een Film met de film Booky makes Her Mark - genomineerd.
- 2006 in de categorie Beste Optreden door een Actrice in een Hoofdrol in een Film met de film Shania: A Life in Eight Albums - genomineerd.
- 2004 in de categorie Beste Optreden door een Actrice in een Hoofdrol in een Film met de film Open Heart - genomineerd.
- 2000 in de categorie Beste Optreden door een Actrice in een Hoofdrol in een Film met de film Anne of Green Gables: The Continuing Story - genomineerd.
- 1988 in de categorie Beste Optreden door een Actrice in een Hoofdrol in een Film met de film Anne of Green Gables: The Sequel - gewonnen.
- 1988 in de categorie Beste Optreden door een Actrice in een Hoofdrol in een Film met de film Anne of Green Gables - gewonnen.

### Genie Awards
- 1990 in de categorie Beste Optreden door een Actrice in een Hoofdrol met de film Termini Station - genomineerd.

- Bibliothèque nationale de France: cb14046777h (data)
- Gemeinsame Normdatei: 106167715X
- International Standard Name Identifier: 0000 0001 1007 3789
- Library of Congress Control Number: n88156695
- Nationale bibliotheek van Australië: 35907516
- Nationale Bibliotheek van Israël: 987007459802805171
- Nationale Bibliotheek van Polen: a0000002186029
- Nederlandse Thesaurus van Auteursnamen: 073353639
- Trove: 1140767
- Virtual International Authority File: 117373641
- WorldCat: E39PBJqbrhTcyjxJYrXyjJd84q